# Lewis Eaton
Lewis Eaton (* 17. Februar 1790 in Duanesburg, Schenectady County, New York; † 22. August 1857 in Buffalo, New York) war ein US-amerikanischer Politiker. Zwischen 1823 und 1825 vertrat er den Bundesstaat New York im US-Repräsentantenhaus.

## Werdegang
Über die Jugend und Schulausbildung von Lewis Eaton ist nichts überliefert. Er war als Farmer tätig und stieg dann auch als Mitglied der Demokratisch-Republikanischen Partei in die Politik ein. In den Jahren 1819 und 1820 war er Ortsvorsteher (Supervisor) in Duanesburg. Danach fungierte er zwischen 1821 und 1822 als Sheriff im Schenectady County. Innerhalb seiner Partei schloss er sich in den frühen 1820er Jahren der Fraktion um William Harris Crawford an. Bei den Kongresswahlen des Jahres 1822 wurde er im zwölften Wahlbezirk von New York in das US-Repräsentantenhaus in Washington, D.C. gewählt, wo er am 4. März 1823 sein neues Mandat antrat. Bis zum 3. März 1825 konnte er eine Legislaturperiode im Kongress absolvieren.
Nach dem Ende seiner Zeit im US-Repräsentantenhaus arbeitete er wieder als Farmer. Außerdem war er Posthalter in seiner Heimat. Zwischen 1829 und 1832 gehörte er dem Senat von New York an. Darüber hinaus war er in der Staatsmiliz aktiv, in der er es bis zum Brigadegeneral brachte. In den 1830er Jahren zog Eaton nach Lockport, wo er ebenfalls Posthalter wurde. Dort war er auch Präsident der örtlichen Bank. Zwischen 1832 und 1838 gehörte er auch der New York Bank Commission an. Ende der 1830er Jahre zog Eaton in einen Vorort von Buffalo, wo er sich wieder in der Landwirtschaft betätigten. Außerdem war er bei der Bundesfinanzbehörde beschäftigt. Er war zudem im Holzgeschäft engagiert und Präsident der City Bank of Buffalo. In den 1840er Jahren arbeitete Eaton für das US-Postministerium. Dabei kontrollierte er die Arbeit verschiedener Posthalter. Er war auch Mitglied mehrerer landwirtschaftlicher Vereinigungen. Lewis Eaton starb am 22. August 1857 in Buffalo.